# Lluís Folch i Torres
Lluís Folch i Torres (Barcelona, 13 de maig de 1878 – Barcelona, 5 d'abril de 1946) fou un pedagog, professor i escriptor català.
Fill del matrimoni format pel dissenyador de mobles Lluís Folch i Brossa (1849-1902) i Lluïsa Torres i Llinàs (1851-1942). Va néixer en el si d'una família de Barcelona, burgesa, catalanista i culta, de sis germans (cinc nois i una noia) dels quals també foren coneguts en la vida cultural, educativa i intel·lectual catalana l'escriptor,  novel·lista i dramaturg, Josep Maria Folch i Torres, el museòleg, historiador i crític d'art Joaquim Folch i Torres, el poeta i advocat Manuel Folch i Torres, i l'escriptor, periodista i promotor de la cultura musical Ignasi Folch i Torres.
Fou periodista, crític d'art, professor i pedagog. Destacà per la seva eficaç labor d'orientació i rehabilitació de menors delinqüents en el context de la creació de la Junta de Protecció de la Infància. L'any 1928 fundà l'Institut Torremar, a Vilassar de Dalt, per a persones amb discapacitat intel·lectual. Una institució que aleshores va ser única en el seu gènere a Catalunya fins al 1936. Dirigí el Portaveu de l'Associació Escolar Artística. Ocupà dues càtedres a l'Escola de Belles Arts de Barcelona, i fou enviat a Madrid com a Director de la Premsa Associada catalana.
Al capdavant de la Junta de Protecció de la Infància va fer una gran tasca d'orientació i rehabilitació de menors orfes, abandonats, que havien caigut al món de la delinqüència. Va ser el director tècnic del Tribunal Tutelar d'Infants (1925-27).
Fou el pare del metge i pedagog Lluís Folch i Camarasa.

## Biografia
Cursà estudis a l'Escola de Belles Arts, on després fou nomenat professor de l'Escola d'Estètica i Història de l'Art. Treballà com a redactor del setmanari La Veu de Catalunya, dirigit per Enric Prat de la Riba, i al setmanari Cu-Cut, que dirigí el seu germà Manuel, a una columna titulada ‘Gargots i Coloraines'.
De 1907 a 1911 fou director fundador de l'Agència Telegràfica, que era una delegació de la premsa associada de Barcelona, a Madrid. A Madrid conegué a Ramon Albó i a Francesc Cambó.
El 1911 tornà a Barcelona de redactor del Diario de Barcelona, com a crític d'art especialitzat en pintura, teatre i sarsuela. Aquell mateix any, va publicar, com un dels seus articles periodístics, la crònica d'un concert al Liceu, on feia protagonistes els nens que demanaven caritat a la porta del teatre. Un article que cridà l'atenció de Ramon Albó i aviat va entrar de funcionari de la Junta de Protecció a la Infància de Barcelona. Del 1911 al 1931 dedicà la seva vida laboral als nens del Grup Benèfic, primer com a cap d'oficines i a partir de 1925 va ser nomenat director tècnic del Tribunal Tutelar per a Nens, de Barcelona.
El 1928 inaugurà l'Institut Torremar a Vilassar de Dalt, únic en el seu gènere a Catalunya fins al 1936, per acollir nens amb tot tipus de problemàtica social.
El 16 d'abril de 1912, als 34 anys, Lluís Folch i Torres es casà amb Isabel Camarasa i Serra, de 26 anys, el mateix dia, hora i lloc que el seu germà Josep Maria amb Maria Camarasa i Serra, germana d'Isabel. Lluís Folch i Torres i Isabel Camarasa i Serra tingueren 9 fills: Lluís, Oriol, Isabel, Àgata, Mercè, Madrona, Eulàlia, Anna i Francesc Folch i Camarasa.
L'11 de febrer del 1935 va patir un atac de feridura que inicià un procés que va fer que no pogués continuar dirigint Torremar. La direcció del centre passà a mans del seu fill, el Dr. Lluís Folch i Camarasa. Acabada la guerra, la família tornà a Barcelona, on morí l'any 1946.

### Primers anys
Va viure una infantesa benestant, al carrer de Santa Anna, de Barcelona, gràcies a la prosperitat del negoci del pare, segona generació d'una família de fusters i ebenistes, que tenia taller i establiment mobiliari al barri de Gràcia i botiga de venda i exposició de mobles i objectes artístics de decoració, inaugurada el setembre de 1883 a la plaça de Santa Anna (on hi hagueren els Magatzems Jorba, avui dia El Corte Inglés).
Va deixar els estudis dels Escolapis de Sant Antoni, a la Ronda de Sant Pau, a l'inici de la dècada dels noranta, per mirar de salvar el taller del pare, després de canvis successius de domicili i d'escolarització que havia comportat la davallada econòmica familiar a causa de la malaltia prematura del seu pare.
El 1894, amb 16 anys, va entrar a treballar de redactor al llavors setmanari La Veu de Catalunya, mentre cursava estudis a l'Escola De Belles Arts (de 1895 a 1898), a l'edifici de Llotja, on hi va tenir com a company Frederic Marés, escultor, i on acabà essent professor de Marés, atès que aquest havia repetit l'últim curs. Durant els estudis va guanyar dues beques, una per fer viatges d'estudi per Espanya, que va fer en companyia del pintor Francesc Labarta i Planas, i una altra destinada a estudiar els museus d'Itàlia. El 1899, acabats els estudis artístics, va ser nomenat professor d'Estètica i Història de l'Art a l'Escola de Belles Arts.  

### Els anys de formació: periodisme, crítica literària, pedagogia
Després de la mort prematura del seu pare, el 1902, amb el germà gran ja casat i independent, va passar a fer de cap de família amb només 23 anys, mentre duia a terme una intensa activitat de formació professional, artística, literària i periodística. A poc a poc, va anar orientant la seva feina periodística cap a la crítica d'art. El 1902 va iniciar una columna titulada ‘Gargots i coloraines' sobre exposicions d'art al setmanari Cu-Cut, mentre continuava a La Veu de Catalunya i feia de professor a l'escola de Belles Arts, on a partir del 1905 hi va tenir d'alumne el seu germà Joaquim. El 1905 va iniciar una sèrie d'articles de divulgació artística a En Patufet, amb el nom genèric de ‘Recerques Artístiques', que durà fins que va marxar a Madrid. El mateix any va publicar la novel·la de fulletó Història meravellosa d'en Joan Estornell.

### Madrid
El 1907 va acceptar la proposta de Prat de la Riba, llavors director del diari La Veu de Catalunya, d'instal·lar-se a Madrid com a director fundador de la denominada Agència Telegràfica, una delegació de la Premsa Associada de Barcelona formada pels diaris barcelonins: La Veu de Catalunya, El Diluvio, El Poble Català, La Publicidad, La Tribuna i Las Noticias. A Madrid va començar l'amistat amb Ramon Albó i Martí, que era diputat a les Corts, a més de secretari de la nova Junta de Protecció a la Infància, a Barcelona, i amb qui compartia l'interès pel problema dels nens abandonats i per l'obra de la Junta. També a Madrid conegué a Francesc Cambó, amb qui va forjar una bona amistat.

### Tornada a Barcelona
Retornat a Barcelona, el 1911 es va reintegrar a Belles Arts i va entrar de redactor al Diario de Barcelona com a crític d'art especialitzat en pintura, però també en teatre i sarsuela. El 1912 va guanyar per oposició la plaça de professor d'història de l'art a l'Escola de Belles Arts de Barcelona.
Aquell mateix any va publicar com un dels seus articles periodístics la crònica social d'una funció inaugural al Liceu, on feia protagonistes els nens que demanaven caritat a la porta del teatre i que obrien les portes dels cotxes que hi arribaven, esperant una almoina. La crònica només parlava de l'espectacle de la pobresa i no feia menció a cap de les personalitats que assistien a l'esdeveniment. Aquell article va cridar l'atenció de Ramon Albó i aviat el va convidar a formar part de les activitats de la Junta del Patronat de Lliberts, durant la suspensió de la Junta de Protecció de la Infància, i, posteriorment, va entrar de funcionari de la Junta de Protecció a la Infància de Barcelona quan acabava de ser fundada per segona vegada, el 1911.
Albó li va confiar la creació d'un Departament d'Observació, en un local de l'Asil de Parc (actual dipòsit d'aigües i biblioteca de la Universitat Pompeu Fabra). Comptaven amb la Casa de Família que mossèn Pedragosa havia fundat el 1905 en un pis del carrer de Portaferrissa per a joves del món rural amb dificultats d'inserció social, i la Granja Escola de Plegamans, que el mateix Pedragosa havia fundat el 1910. Folch demanava formació i consell al jesuïta Ferran Maria Palmés i Viella (1879-1963), de qui va aprendre psicologia experimental. Del 1912 al 1914 va estudiar els textos de Froebel, Seguin, Descoendres, Lafora, Decroly, Monchamp, Dewey, les proves de Binet, Simon, de Sanctis, Neuman i les publicacions de l'Année Psychologique. Va estudiar a fons el mètode Montessori, que ja s'havia començat a treballar a les escoles catalanes de manera experimental, i el va aplicar als nens del carrer, llavors anomenats “trinxeraires”, que sense família ni feina, vagabundejaven pels carrers. El 1916 fou el secretari del tercer curs Internacional Montessori.
El 1912 es casà amb Isabel Camarasa i Serra, el mateix dia, hora i lloc que el seu germà Josep Maria es casava amb Maria, germana d'Isabel Camarasa i Serra. Lluís Folch i torres i Isabel Camarasa i Serra van fer coincidir el viatge de noces, a Tarragona, amb la visita dels alumnes d'història de l'art a les restes romanes i les restauracions gòtiques que s'estaven fent. 

### El Grup Benèfic
Quan el 1914 va entrar en funcionament el Grup Benèfic de la Junta de Protecció a la Infància, Folch en va ser nomenat director. L'edifici, projectat per l'arquitecte Enric Sagnier (guardonat amb el premi del 1917 al millor edifici urbà de la ciutat) i construït (1913–1916) en uns terrenys cedits per l'Ajuntament, al carrer de Wad Ras, va acabar omplint tota l'illa. Al Grup Benèfic hi vivien els nens del carrer, que demanaven caritat, la majoria calçaven espardenyes velles o foradades i anaven mal vestits. Els anomenats “trinxeraires” El 28 de desembre de 1915 es va inaugurar oficialment; llavors ja incloïa l'Hotel d'Immigrants (1914-1918).
Dins del Grup, Folch va crear el Laboratori d'Experimentació Psicològica, on va aplicar els coneixements adquirits per trobar el diagnòstic i l'orientació professional dels nois i noies residents. Malgrat el suport d'Albó, el fet d'incloure nois i noies deficients al laboratori experimental li va crear problemes amb alguns vocals de la Junta Provincial de Protecció de Menors. Va demanar col·laboració als doctors Antoni Vila Coro (1895-1977), oftalmòleg, per tractar els afectats de tracoma, i Jaume Peyrí i Rocamora (1877-1950), dermatòleg, per tractar la tinya i altres patologies de la pell. Al laboratori també formava els mestres que calien per atendre’ls.
El 1915 renuncià a la càtedra de professor de Belles Arts per poder-se dedicar íntegrament al Grup Benèfic. Cap a finals del 1915, la família (ja hi havia tres fills, dels nou que tindran) traslladà el domicili al Poble Nou, per viure i conviure amb els nois, els educadors i tot el personal del Grup Benèfic. S'hi estaran de 1915 a 1931 (dels 37 als 53 anys d'en Lluís Folch i Torres).
El 26 de febrer de 1916 actuà de secretari del 3r Curs Internacional Montessori celebrat al Centre Excursionista de Barcelona, organitzat per la Mancomunitat de Catalunya. I llavors va crear les classes per a deficients, que anomenava “d'experimentació pedagògica”. Els nens feien vida de família amb el seu educador i els seus companys sense discapacitat, però a l'hora d'anar a classe ho feien en les aules especials per a ells. Maria Montessori, en les seves estades a Barcelona, va anar seguint amb interès les aplicacions que Folch feia del seu mètode als nois deficients.
El 1916 també és l'any del lloguer de la granja de Plegamans, de la creació d'un parvulari dins del Grup Benèfic i de l'inici de l'obra de protecció de la mare soltera. També és l'any de la Casa de Família per a noies del carrer de la Canonja.
Quan el 1921 Albó va ser nomenat president del nou Tribunal Tutelar de Menors de Barcelona, va decidir utilitzar, per al Tribunal, les institucions de la Junta de Protecció, i amb això el Laboratori va créixer de dimensions i de recursos. Des de la Junta de Protecció a la Infància de Barcelona, Folch va fer un dels primers peritatges psicològics per al Tribunal. Llavors es va incorporar al centre el pediatre Dr. Claudi Bassols i Iglesias, que continuà treballant amb en Folch tota la vida.
Durant aquells anys, Folch, que coneixia la tasca del músic i pedagog Émile Jaques Dalcroze, va contactar el professor Joan Llongueras, que ja aplicava la pedagogia de Dalcroze a l'Institut de Vilajoana, i va incorporar la rítmica a la pedagogia terapèutica del Grup Benèfic. Isabel Camarasa contribuïa en aquesta pràctica pedagògica tocant el piano. Continuava formant-se als cursos que es feien a Barcelona, amb Palmés i Emili Mira i López, i amb George Dwelshauvers, Alexandre Galí i Coll i altres, al Laboratori de Psicologia Experimental de la Mancomunitat. L'arribada de la dictadura de Primo de Rivera va afectar l'activitat i l'existència d'alguns d'aquells centres.
La seva preocupació jurídica i psicopedagògica el va portar a iniciar el 1926 una sèrie de viatges formatius i de recaptació d'informació per Europa, acompanyat de Gabriel Maria de Ybarra, president del Tribunal Tutelar de Menors de Bilbao i lligat al Centro d'Estudios d'Amurrio. Els estius de 1926 a 1929, van recórrer les principals institucions europees d'atenció a la infància per conèixer-ne l'organització, els sistemes d'avaluació psicològica, els tractaments i orientacions pedagògics. I també, per conèixer els sistemes jurídics implantats a cada país, van visitar jutges i van assistir a judicis. En quatre viatges van visitar 63 institucions: 1926, França i Bèlgica; 1927, Holanda, Alemanya i Suïssa; 1928, Holanda, Bèlgica i França i 1929, Alemanya, Txecoslovàquia, Àustria, Hongria, Bèlgica i França.
El 23 d'octubre de 1926, en plena dictadura del general Primo de Rivera, va ser denunciat per acomiadament improcedent d'un educador que, desobeint el director, va fer festa el 12 d'octubre, festa nacional espanyola. El judici, que amagava un expedient per separatista, va acabar amb la readmissió de l'educador denunciant i la degradació de Folch, que va ser nomenat (1928) sotsdirector.
Folch va continuar fent la mateixa feina, perquè el càrrec de director ara l'ocupaven per rotació els vocals de la Comissió Permanent. Llavors, d'acord amb el Dr. Bassols, va començar a buscar la manera d'obrir una nova institució on poder aplicar els seus coneixements i atendre els nois deficients que la nova Junta no volia atendre al Grup Benèfic.
El 1928 és l'any de la fundació de la casa de Família de Sant Benet per a nois, de l'organització de l'Escola Agrícola de Bellaplana per a noies, de la inauguració del servei de dides per a mares tuberculoses i de la Casa del Bon Repòs, que era un conjunt de petits edificis de la barriada d'Horta per a noies que patien malalties contagioses o que eren convalescents de llargues malalties.

### Torremar
Amb l'ajuda econòmica del seu germà Josep M., van llogar una casa del 1902 que havia estat casa de pagès, situada a la part alta de Vilassar de Dalt, i la van anomenar Torremar. Torremar fou una escola privada per a nens ‘anormals' (el concepte d'’anormals', tal com es deia en aquell moment, incloïa tot tipus de trastorns psicopatològics). Durant tres anys, Folch va dirigir, alhora, Torremar i el Grup Benèfic, atenent les obligacions de la Junta i del Tribunal, mentre encara mantenia certa activitat periodística. El sou de la Junta i els extres que treia del diari eren suficients per a mantenir la família i dues minyones, vivint al dia.
Vivint encara al Poble Nou, van començar a habilitar l'ala dreta del primer pis de la casa com a habitatge familiar, però compartint menjador amb els nois i amb el personal. Aquells mesos, mentre organitzaven el nou habitatge, van llogar una encarregada per portar la casa del Grup Benèfic, la Petronila Rué, que més endavant deixaria la direcció de la Guarderia per a Nens de Llet del Grup Benèfic per passar a ser l'encarregada de Torremar. Igualment, el van seguir a Torremar la secretària Consol Suàrez, l'auxiliar de direcció senyor Vives de la Cortada, i altres educadors, com ara Lluís Asbert, mestre de taller.
Torremar es va inaugurar el 18 d'abril de 1928, amb la direcció mèdica del Dr. Claudi Bassols, que s'hi va estar fins a l'inici de la guerra civil, el 1936. Dos dies abans, ho havia comunicat per escrit la fundació de Torremar al vicepresident de la Junta, i posava les places a disposició amb el 50% de descompte en les estades. Però la Junta no va respondre de moment a l'oferiment. Torremar rebia nois i noies de tot Catalunya. Del 1928 al 1931 va rebre ingressos de la Diputació, i després de la Generalitat (sovint amb cert retard), a part de les quotes dels particulars. Més endavant van llogar una casa veïna per acollir les nenes; connectada a l'edifici principal va prendre el nom de Torremar Vila.
Aquells anys va intervenir com a ponent en diversos cursos (1929, 1931) per a educadors sobre la pedagogia aplicada als nens deficients, organitzats per Gabriel Maria Ybarra, director del Tribunal Tutelar de Menors de Bilbao.
El 1931, amb l'arribada de la II República, Albó, Folch i la majoria del personal directiu van ser acomiadats del Grup Benèfic, per considerar-los monàrquics. La Junta no es va interessar per Torremar fins al maig del 1931, un mes després de la seva destitució. És l'any que es traslladaren a viure a Vilassar de Dalt, a Torremar.
A Torremar, a més d'acollir els nens de carrer, podia fer allò que la Junta no li havia permès fer el 1916: acollir els nens “anormals”  de caràcter o d'intel·ligència, nens amb deficiències mentals o amb malalties relacionades amb trastorns de la personalitat, que ell havia reconegut formant part de la comissió de tres vocals de la Junta que visitava centres de nens abandonats i per als quals havia demanat la creació d'una secció especial. Hi va organitzar les cases dels nois segons les propostes de Montessori, Decroly, Dalcrozé, i aplicava els controls evolutius de la psicotècnica. A Torremar no es discriminava entre nens pobres i nens rics, i l'organització no separava el tractament mèdic del pedagògic, sinó que es treballava de manera combinada. La majoria dels educadors eren dones, mentre que els mestres de taller i de l'hort era personal masculí. La línia educativa s'orientava cap a potenciar una evolució dels residents que els permetés guanyar autonomia. Els residents s'organitzaven per grups d'11 a 18 membres, que anomenaven famílies, segons característiques compartides, i cada família era atesa pels educadors en tots els aspectes de la seva vida diària. L'activitat de Torremar girava a l'entorn de dos eixos: el vessant educatiu i les necessitats afectives dels residents per aconseguir la recuperació, la realització i el reconeixement dels residents. Els objectius, la metodologia que s'hi aplicava van convertir Torremar en un centre referent on feien pràctiques estudiants de psiquiatria i d'assistència social, i on les consultes amb especialistes de tot Catalunya li donaven una gran projecció científica. Torremar li donà un reconeixement tant pels coneixements que havia adquirit en psicologia i pedagogia com per la innovació psicopedagògica que hi aplicava.
A partir del 1931, no tenint ja les obligacions de la Junta, va retrobar el temps per a fer ressorgir el seu interès per la crítica d'art i va tornar a publicar articles.
El 1933 Torremar havia crescut en nombre de residents fins a una capacitat per a la coordinació d'activitats educatives i la manutenció d'una setantena de nens. La família es va traslladar a la casa del carrer de la Font de la Teula, al mateix Vilassar, on encara guardaven els mobles del pis del Grup Benèfic, fins al 1940, just després de la guerra.

### Els darrers anys
L'11 de febrer del 1935 va patir un atac de feridura, a causa d'una pujada de la pressió arterial, coincidint amb una especial fragilitat de les artèries, del qual es va recuperar. Va iniciar, però, un procés d'agreujament gradual que va fer que, en començar la guerra civil, el juliol de 1936, amb 58 anys i poca salut, no pogués continuar dirigint Torremar. Va prendre la direcció el seu fill, el dr. Lluís Folch i Camarasa, que havia guanyat una plaça al servei de Pediatria de l'Hospital de Sant Pau. Folch i Camarasa portava des dels 15 anys vivint a Torremar i havia col·laborat amb el seu pare en tasques del laboratori. Durant la guerra, el centre va mantenir-se obert en condicions econòmiques molt difícils i el nombre de residents es va arribar a duplicar. Quan la Generalitat el va requisar, es va fer càrrec de proveir els articles de primera necessitat.
Acabada la guerra, la família va tornar a Barcelona, al carrer d'Ausiàs March, 39, on Lluís Folch i Torres morí el 1946.
L'escultor Frederic Marés va fer-ne un bust, que es conserva a l'estudi-biblioteca del Museu Frederic Marés, a Barcelona.

## Obra

### Novel·la
- En Patufet, Història meravellosa d'en Joan Estornell, en XIX capítols, 1905

### Publicacions en prosa
- En Patufet, 1906
- La Veu de Catalunya, 1907-1909
- Diario de Barcelona, 1912
- D'Ací i d'Allà, 1919-1922

### Articles periodístics
- Cu-Cut!, 1902-1905
- La Veu de Catalunya, 1904-1919
- En Patufet, 1905-1935
- Boletín de la Sociedad de Atracción de Forasteros, 1911-1913
- Diario de Barcelona, 1911-1930
- "D'Ací i d'Allà", 1918-1924
- "Infantia Nostra", 1922-1930
- "Gaseta de les Arts", 1924
- "Joventut Catalana", 1925
- "Caridad", 1928
- "El hogar y la moda", 1932-1933
- "El Matí", 1933-1934

### Diaris on publicà traduccions
- "L'Atlàntida", 1900
- "En Patufet", 1906
- "Diario de Barcelona", 1923